# 區域快線航空
區域快線航空是一間總部位於澳洲新南威爾士州馬斯覺的地區性航空公司，也是澳航集團外最大的支線航空公司。區域快線的機隊由57架薩博340飛機組成，為新南威爾士州、南澳州、維多利亞州、昆士蘭州、塔斯曼尼亞州和西澳州提供定期航班服務。

## 歷史

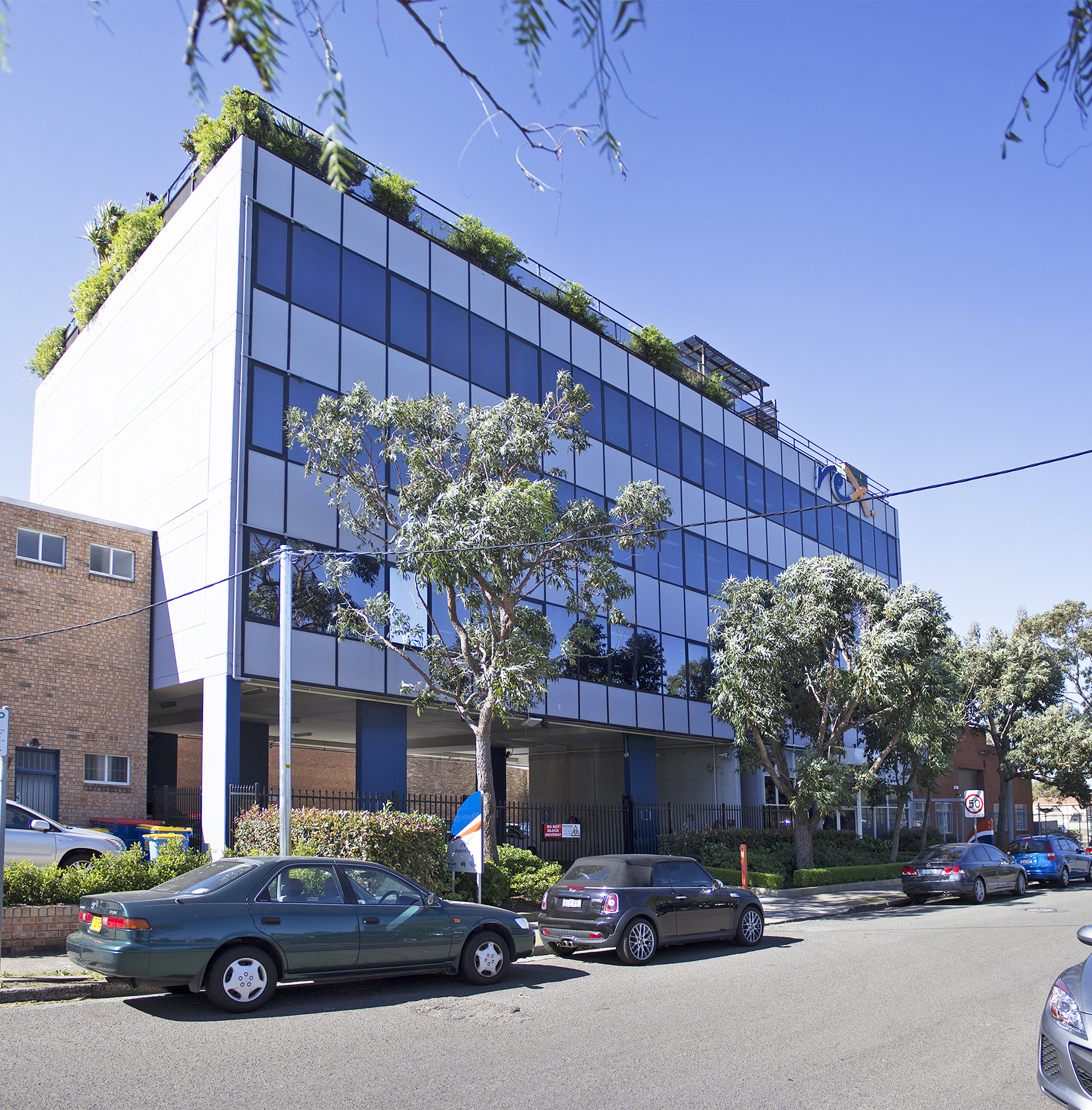
區域快線航空總部

區域快線航空成立於2002年，在安捷航空倒閉後，其原來的員工組成了Australiawide Airlines，收購了Hazelton Airlines和Kendell Airlines，將這兩間航空公司合併並以“Rex”為名於2002年8月開始營運。2005年，Australiawide Airlines更名為區域快線控股有限公司（Regional Express Holdings Limited），並在澳洲證券交易所上市。同年11月30日，區域快線宣布收購另一以德寳市為基地的支線航空公司Air Link。
2007年10月，區域快線開始服務昆士蘭州，提供布里斯本至瑪麗伯勒的航班。這加劇了航空公司機師不足的問題（造成不足的因素還包括較大型航空公司的擴張，如捷星航空和維珍藍航空），區域快線於2007年11月取消了布里斯本航線，並暫停從悉尼至庫馬這一滑雪場航線在夏季淡季的營運。為了提供機師短缺的中長期解決方案，區域快線宣布將建立見習機師飛行訓練計劃。

2024年7月30日，公司宣布进入破产程序，并即时停飞所有干线航班并停止运营所有波音737飞机，但区域航线（由SAAB 340执飞）仍正常运行。

## 航點
自新南威尔士州悉尼始发

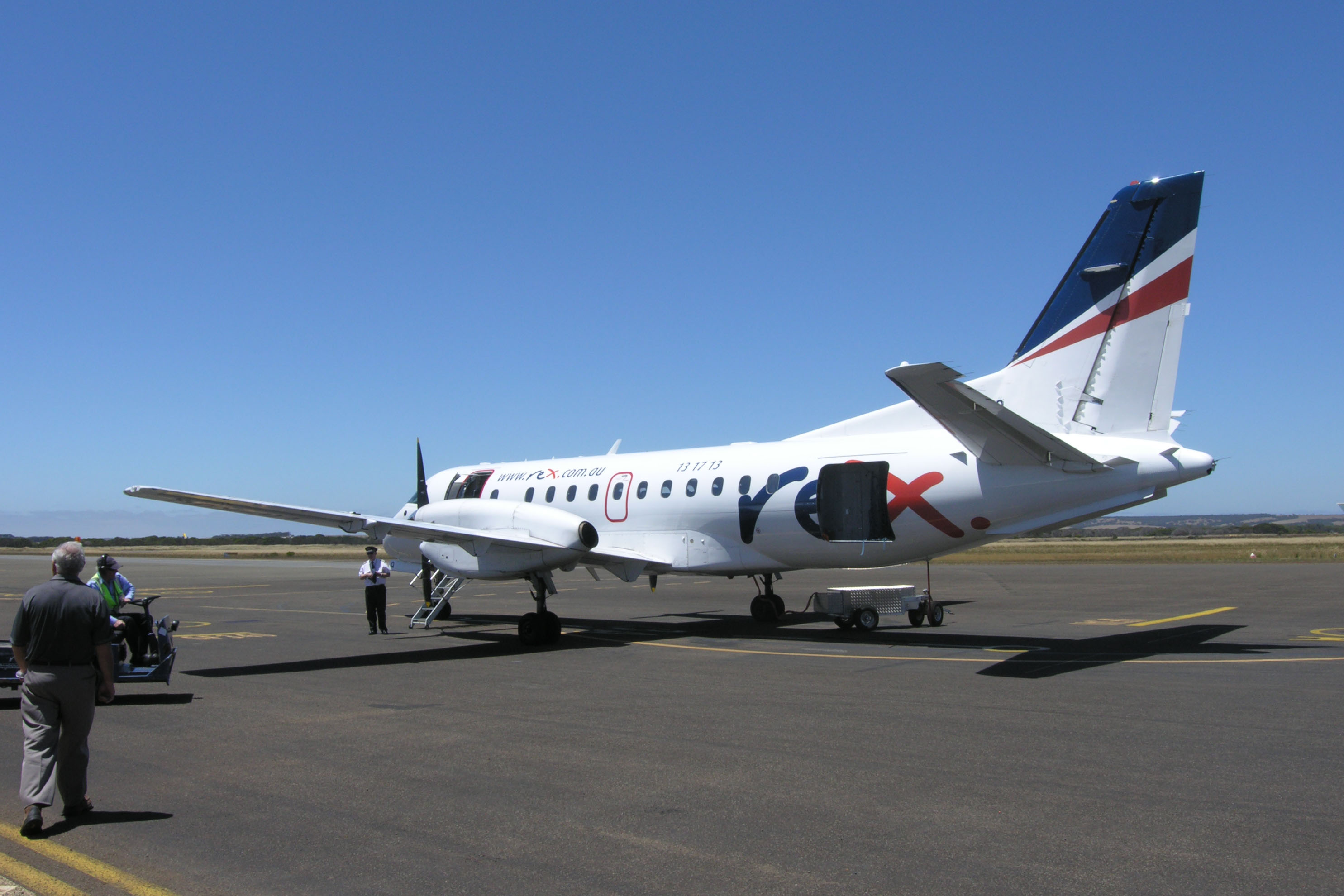
一架區域快線的薩博340在金斯科特機場等待登機

- 新南威尔士州：奥尔伯里、巴利纳、巴瑟斯特、布罗肯希尔、库马（暂停）、达博、格拉夫顿、格里菲斯、利斯莫尔、默里姆布拉、莫卢亚、纳兰德拉、奥兰治、帕克斯、塔里、沃加沃加

自南澳州阿德莱德始发
- 新南威尔士州：布罗肯希尔
- 南澳州：塞杜纳、库伯佩迪、坎加鲁岛金斯科特、甘比尔山、林肯港、怀阿拉

自维多利亚州墨尔本始发
- 新南威尔士州：奥尔伯里、默里姆布拉、沃加沃加
- 南澳州：甘比尔山
- 塔斯马尼亚州：伯尔尼、国王岛
- 维多利亚州：米尔杜拉

## 機隊

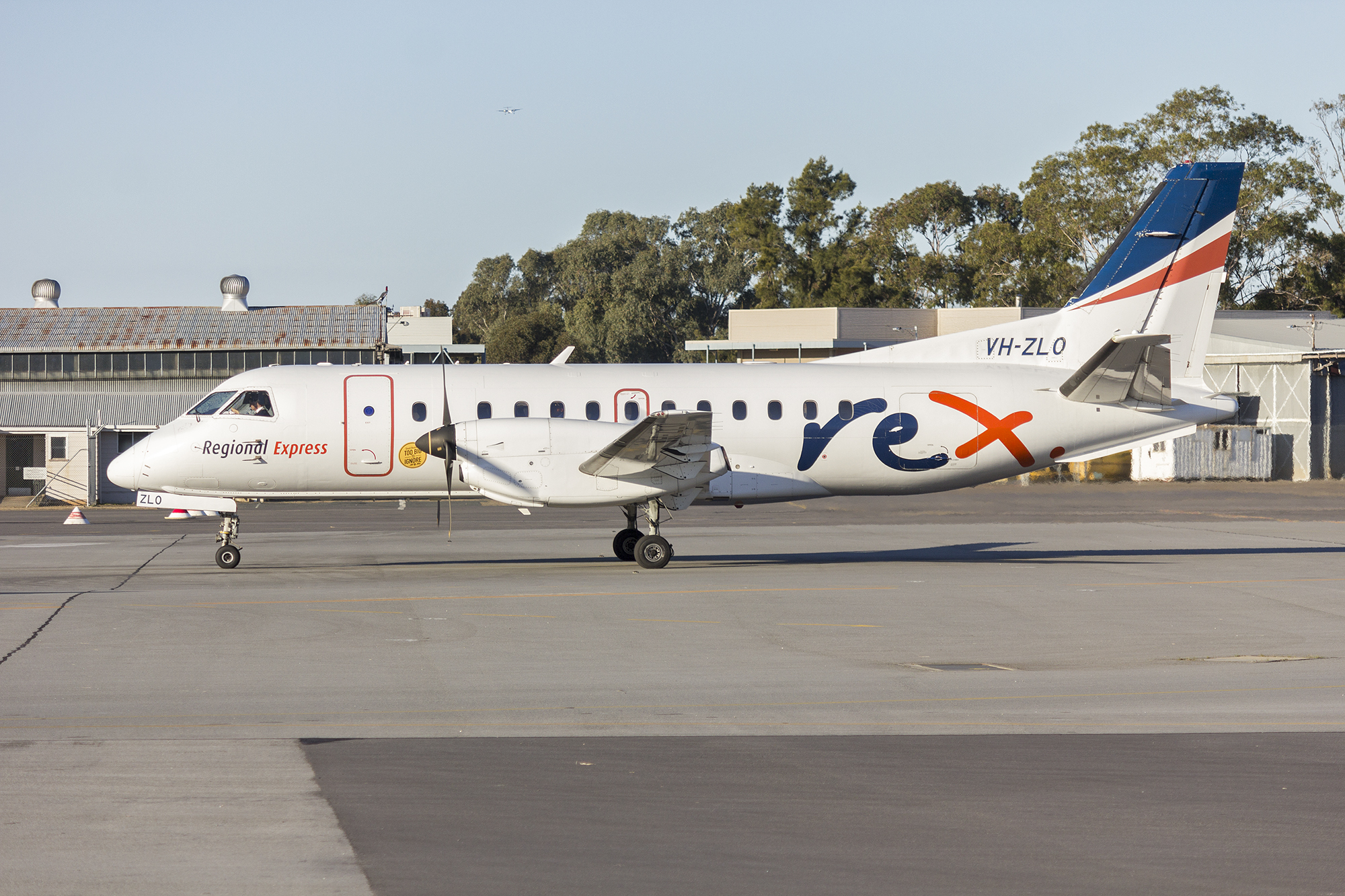
薩博340B

區域快線的機隊目前以57架三款型號的薩博340組成，成為薩博340的最大用戶。自2007年中起，區域快線接收25架來自美鷹航空的薩博340B Plus，有助擴展服務範圍及淘汰薩博340A和部分較舊的340B。薩博340B Plus比之前的型號更加安靜和舒適。
於2008年7月，區域快線宣布將所有薩博340A轉移至其子公司Pel-Air，後來其中一架340A於2015年7月再次加入區域快線機隊。

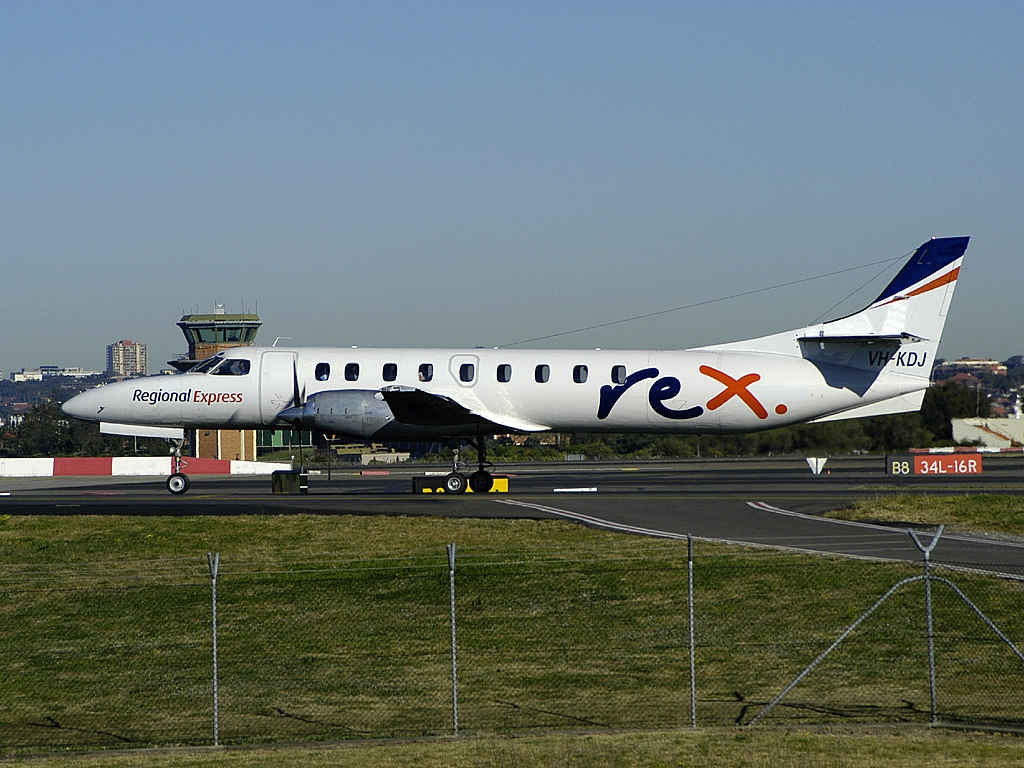
已退役的費爾柴爾德梅特羅

區域快線曾營運設19個座位的費爾柴爾德梅特羅飛機，其中4架飛機曾在2006年末至2007年上半年轉移給Pel-Air，但現已全數退役。
截至2019年6月，區域快線的機隊如下：
| 機型          | 數量 | 載客量   |
| ------------- | ---- | -------- |
| 薩博340A      | 1    | 34       |
| 薩博340B      | 29   | 33/34/36 |
| 薩博340B Plus | 27   | 34       |
| 波音737-800   | 2    | N/A      |
| 總數          | 59   |          |

## 飞行学校
2007年11月，区域快线航空公司和芒格洛尔机场有限公司联合创建了一个飞行员学院，校名为民用航空训练学院（Civil Aviation Training Academy），地点位于维多利亚州的芒格洛尔机场。。2008年4月，区域快线买下了学院的全部所有权，并将其更名为澳大利亚航空飞行员学院（Australian Airline Pilot Academy）。
2009年2月18日，区域快线宣布澳大利亚航空飞行员学院将于2009年4月起与沃加沃加市合作，并从芒格洛尔机场迁至沃加沃加机场。

## 安全事故
- 2017年3月17日，一架编号为VH-NRX的萨博340B，执飞奥尔伯里到悉尼的ZL768航班，途中右发的螺旋桨自行脱离后高坠落地，最终飞机单发安全降落。[19]